# Ernst Noelle
Ernst Noelle, auch Ernst Nölle geschrieben, (* 25. September 1886 in Berlin; † 13. August 1960 ebenda; vollständiger Name: Ernst Friedrich Hermann Noelle) war ein deutscher Jurist und Manager.

## Werdegang
Sein gleichnamiger Vater Ernst Noelle war Mitbegründer des Unternehmens Steffens & Nölle.
Noelle besuchte das Königliche Luisengymnasium zu Berlin und studierte anschließend Jura an der Albert-Ludwigs-Universität Freiburg, an der Universität Paris und an der Universität Berlin. 1907/1908 leistete er den Militärdienst als Einjährig-Freiwilliger im Ulanenregiment Nr. 16 ab. 1910 wurde er in Heidelberg zum Doktor der Rechte promoviert. Von 1913 bis 1925 arbeitete er im väterlichen Unternehmen Steffens & Nölle. Außerdem war er als Handelsgerichtsrat tätig.
Noelle nahm ab August 1914 im Dienstrang eines Rittmeisters am Ersten Weltkrieg teil. Ab Februar 1917 wurde er im Waffen- und Munitionsbeschaffungsamt (WuMBA) in Berlin eingesetzt.
Von 1925 bis 1927 wurde er im Auftrag eines Bankkonsortiums mit der Bearbeitung der Verhältnisse der Metallum AG, Wöllersdorfer Werke AG in Wien betraut. Darüber hinaus war er stellvertretender Vorsitzender des Aufsichtsrats der Christoph & Unmack AG in Niesky und Mitglied des Verwaltungsrats der Wöllersdorfer Werke AG. Ab 1928 war er Generaldirektor der Tobis-Filmgesellschaft. Am 3. August 1940 beantragte er die Aufnahme in die NSDAP und wurde zum 1. Oktober desselben Jahres aufgenommen (Mitgliedsnummer 8.185.602).
Noelle war seit 1913 verheiratet mit Eva geb. Schaper, einer Tochter des Bildhauers Fritz Schaper. Zu den vier Kindern des Ehepaares gehörte die als Meinungsforscherin bekannt gewordene Elisabeth Noelle-Neumann.